# Sékouba Bambino

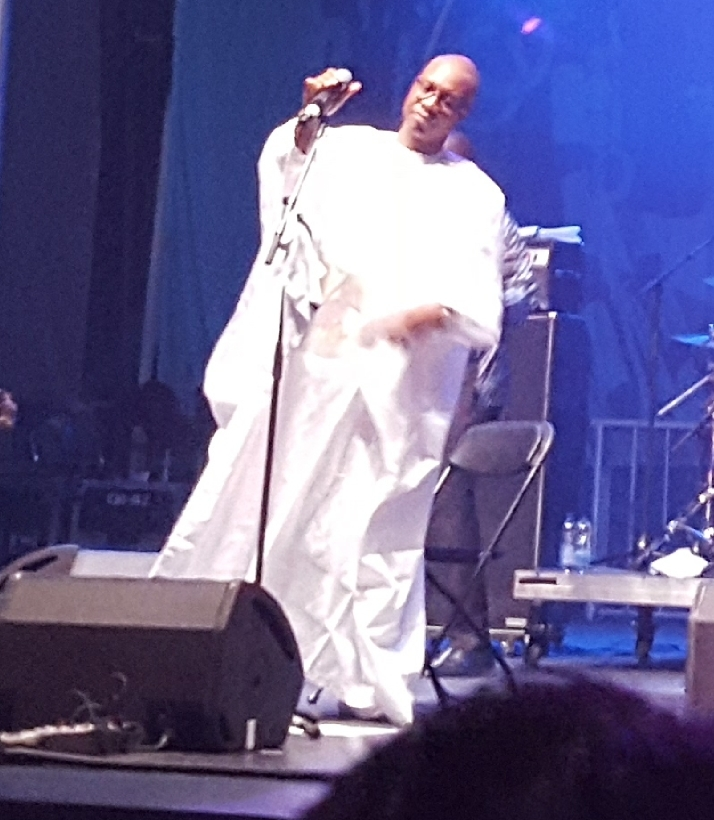
Sékouba Bambino beim Festival International Nuits d’Afrique 2018, Montréal, Kanada.

Sékouba Bambino (* 1964 in Kintinya, Guinea; eigentlich: Sékouba Diabaté) ist ein guineischer Sänger.
Er stammt aus einer Familie von Griots, in deren Tradition seine Musik steht. 1979 nahm er zum ersten Mal am nationalen Kunstfestival in der Hauptstadt Conakry teil, wurde Mitglied von Bembeya Jazz National, nahm an Tourneen durch Afrika, Europa und Nordamerika teil. Bembeya Jazz National war eine der auf Initiative des Diktators Ahmed Sékou Touré staatlich unterstützten Gruppen. 1991 erschien sein erstes Soloalbum, dem sechs weitere folgten. Zwischenzeitlich war er Teil der Gruppe Africando, die afrokubanische Musik produzierte.
2018 nahm er am 32. Festival International Nuits d’Afrique im kanadischen Montréal teil.